# Paul J. Zak
Paul J. Zak (9 de fevereiro de 1962) em Santa Barbara, California, é um  neuroeconomista fundador do campo de estudo da neuroeconomia.

## Biografia
Zak formou-se em matemática e economia de San Diego State University antes de adquirir um PhD em Economia pela Universidade da Pensilvânia. Ele é professor da Claremont Graduate University no sul da Califórnia. Ele estudou imagens do cérebro e foi o primeiro a identificar o papel da oxitocina na mediação de comportamentos de confiança entre os seres humanos não familiarizados.